# Піщана (притока Глибочка)
Піщана (рос. Песчаная) — річка в Україні, у Полонському районі Хмельницької області. Права притока Глибочка, (басейн Прип'яті).

## Опис
Довжина річки приблизно 2,91 км, найкоротша відстань між витоком і гирлом — 2,57 км, коефіцієнт звивистості річки — 1,14. Річка формується багатьма безіменними струмками та повністю каналізована.

## Розташування
Бере початок на північно-західній околиці селища Понінка. Тече переважно на північний схід через урочище Прицьково (колишнє Гнилий Луг) і між селами Залісся та Липівкою впадає у річку Глибочок, ліву притоку Хомори.